# Albania

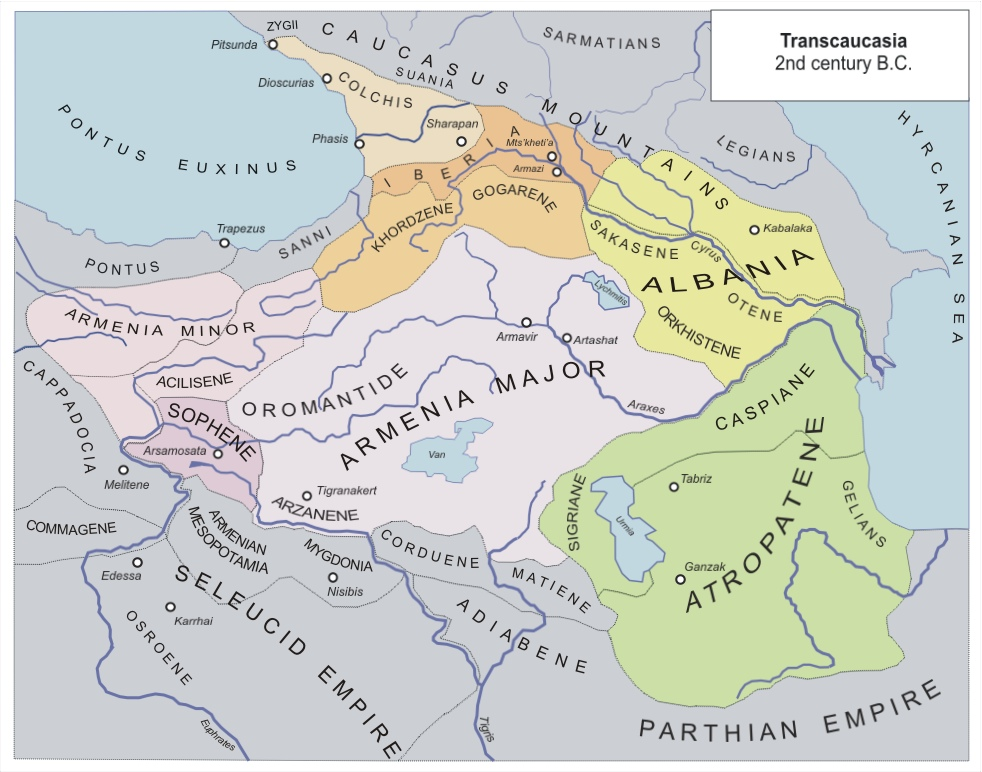
Albania im 2. Jahrhundert v. Chr.

Albania (Aussprache [alba'nia]), (altgriechisch Ἀλβανία Albanía, aserbaidschanisch Albaniya) oder Aghwank (altarmenisch Աղուանք Ałwankʿ; neuarmenisch Աղվանք Aghwank), auch kaukasisches Albanien, Alwan oder Aluan, ist die durch altgriechische und lateinische Aufzeichnungen im Abendland geprägte Bezeichnung für ein antikes Königreich in Kaukasien, hauptsächlich auf dem Gebiet des heutigen Aserbaidschans. Die Eigenbezeichnung der Bewohner des Reichs ist, wie die ihrer Sprache (Alwanische Sprache), nicht bekannt.

## Etymologie
Es ist wahrscheinlich, dass der griechische und lateinische Name eine Übersetzung der Eigenbezeichnung ist. Dabei ist der Name nach James Stuart Olson mit gebirgiges Land zu übersetzen. Die armenische Bezeichnung für die Bevölkerung ist Aghwanzi (armenisch Աղվանցի). Die ursprüngliche Eigenbezeichnung des Reiches außerhalb fremdsprachiger lateinischer, griechischer, armenischer, georgischer und arabischer Fremdbezeichnungen ist aber nicht genau bekannt.

## Geschichte

### Entstehung und frühe Geschichte
Das Reich existierte wahrscheinlich von Ende des 2. Jahrhunderts v. Chr. bis in die erste Hälfte des 9. Jahrhunderts mehr oder weniger souverän von den Nachbarreichen.
Die Albanier wurden erstmals 331 v. Chr. bei der Schlacht von Gaugamela als Teil der Truppen der medischen Satrapie des altpersischen Achämenidenreiches unter dem Kommando des später unabhängig werdenden Satrapen Atropates erwähnt. Archäologische Funde (charakteristische Rollsiegel und Säulensockel mit Palmettenmuster) bestätigen, dass die Region unter der Herrschaft des Achämenidenreiches stand. Die politischen Verhältnisse nach der Eroberung dieses Reiches durch Alexander den Großen sind unklar. Während die Geschichtswissenschaft allgemein davon ausgeht, dass die Region nicht zu seinem Reich und den nachfolgenden Diadochenreichen gehörte, weil Alexanders Feldzüge nicht in den Kaukasus führten, wertet Kamilla Trewer die Tatsache, dass die Erkundung des Kaspischen Meeres durch den griechischen Admiral Patrokles wahrscheinlich 312 v. Chr. an der Küste Albanias begann, als Indiz für eine politische Allianz oder Abhängigkeit zum frühen Seleukidenreich. Nach Strabon schlossen sich später die Stammesverbände der Region unter einem Herrscher zusammen. Viele Experten halten diese Staatsbildung Albanias am Ende des 2. Jahrhunderts v. Chr. am wahrscheinlichsten.
Kurze Zeit später, noch im 2. Jahrhundert v. Chr. wurden große Teile Albanias rechts der Kura vom expandierenden Großarmenien der Artaxidendynastie erobert und in den folgenden sechs Jahrhunderten erhielten die drei südkaukasischen Reiche Kolchis, Iberien und Albania zahlreiche politische, kulturelle und religiöse Einflüsse aus Armenien. Nach Claudius Ptolemäus und Strabon war die Kura lange Zeit die Grenze zwischen den beiden Staaten.

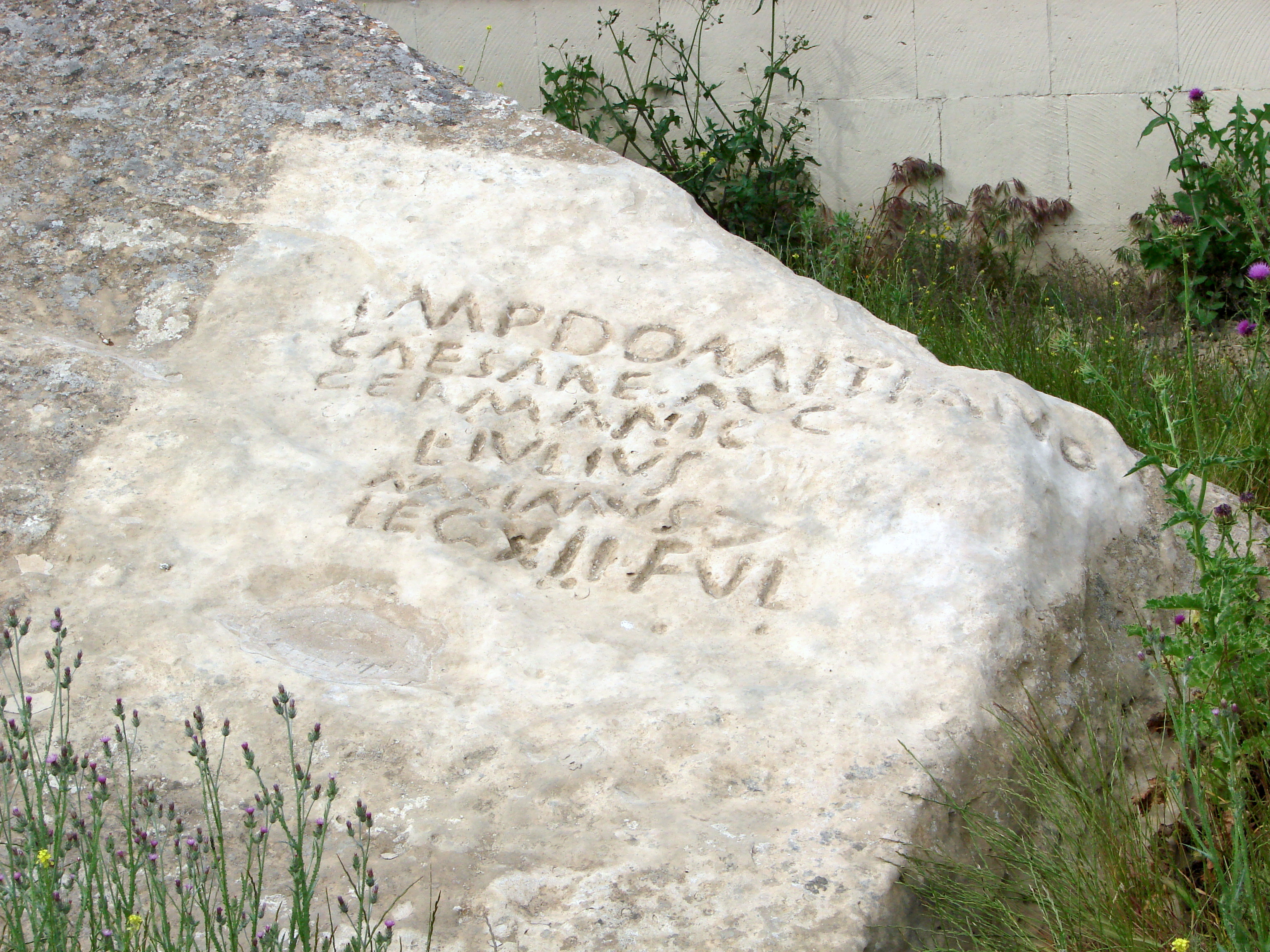
Inschrift des Kaisers Domitian und der Legio XII. Fulminata in Qobustan.

Nachdem die römischen Feldherren Lucullus und Pompeius das militärisch expandierende Königreich Pontos unter Mithridates VI. besiegten, wandten sie sich auch gegen dessen Verbündeten, Großkönig Tigranes II. von Armenien, unter dem Armenien mit Vasallenstaaten die größte Ausdehnung seiner Geschichte erreichte. Pompeius nahm Armenien weite Gebiete ab und machte das übrige Reich zu einem römischen Vasallenstaat. Im Zuge dieser Kriege führte er 67/66 v. Chr. auch einen Feldzug gegen die südkaukasischen Vasallen Armeniens, wobei er Kolchis eroberte und Iberien und Albania, dessen König Oroezes eine Niederlage erlitt, zu Vasallenstaaten Roms wurden. Armenien verlor Territorium, weshalb sich auch die Südgrenze Albanias bis zum Aras verschob. Schon 36/35 v. Chr. ordnete Marcus Antonius einen erneuten römischen Feldzug nach Albania an, dessen König Zober kapitulierte und das Land wiederum römischer Vasallenstaat wurde. In den folgenden Jahren nahm der politische Einfluss des Partherreiches zu, nach archäologischen Erkundungen neu gegründeter Handelsstädte und parthischer Münzfunde auch sein wirtschaftlicher Einfluss, aber schon ab 35 n. Chr. beteiligte sich Albania am römisch unterstützten erfolgreichen Aufstand Iberiens unter Pharasmanes I. und Armeniens unter dessen Bruder Mithridates, sowie Sohn Rhadamistos gegen die parthische Hegemonie. In den folgenden Jahrhunderten blieb Albania, wie auch die Nachbarn Armenien, Iberia und Kolchis unter wechselnden Vorherrschaften der rivalisierenden Parther und Römer. Schon Kaiser Vespasian erneuerte die Autorität Roms gegen die Parther, vom nächsten römischen Feldzug unter Domitian ist in Qobustan eine Inschrift der römischen Legio XII Fulminata erhalten, die zwischen 83 und 93 n. Chr. entstand.
Ab dem 1. Jahrhundert n. Chr. konnten die Armenier Teile Albanias bis zum Kura zurückerobern. Als 387 n. Chr. Armenien zwischen dem Sassanidenreich und Rom geteilt wurde, erhielt Albania als persischer Vasall die Gebiete zwischen Kura und Aras zurück.

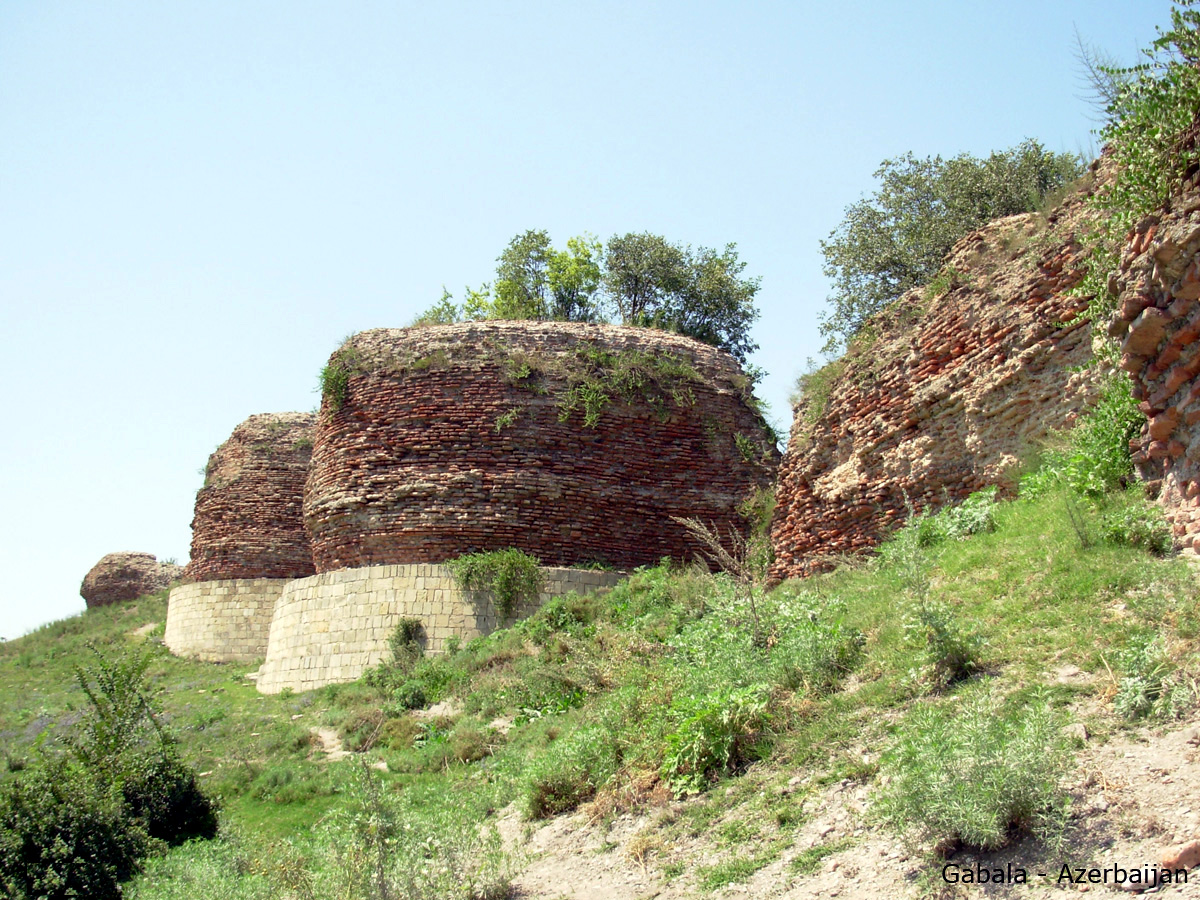
Reste der Stadtmauer und eines Stadttores des alten Kabala aus dem 5./6. Jahrhundert n. Chr., aus der Zeit als Bischofsstadt, nicht mehr als Hauptstadt

Strabon, dessen Beschreibungen des Landes auf den Angaben von Theophanes von Mytilene basieren, der den römischen Feldzug des Pompeius 66/65 v. Chr. nach Kolchis, Iberia und Albania begleitet hatte, wusste noch keine städtischen Zentren in Albania zu nennen und überlieferte, dass das Land aus lose verbundenen Stammesverbänden vieler verschiedener Sprachen bestanden habe, die noch Tauschhandel betrieben und für die Pompeius 26 verschiedene Dolmetscher benötigt habe.  Claudius Ptolemäus zählt im 2. Jahrhundert n. Chr. dagegen schon mehrere Städte auf. Langjährige Hauptstadt, auch des Nachfolgestaates Arrān, war P'artaw, das heutige Bərdə, möglicherweise seit dem 4. Jahrhundert. Vorher war die erste Hauptstadt des Landes Kabala (armenisch: K'apałak), das heutige Qəbələ, auch später noch ein wichtiges Handelszentrum mit Bischofssitz.

### Christianisierung

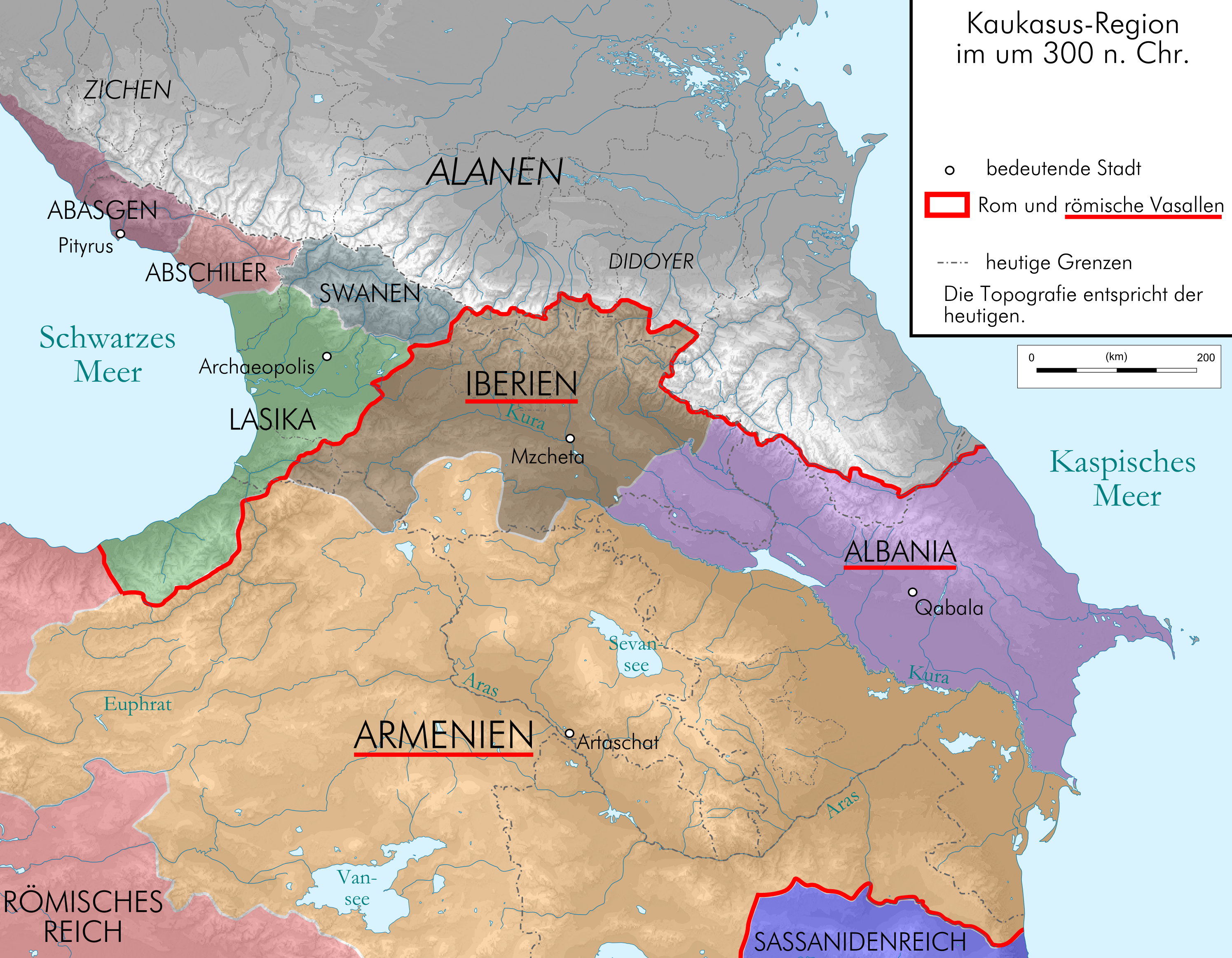
Albania etwa 300 n. Chr.

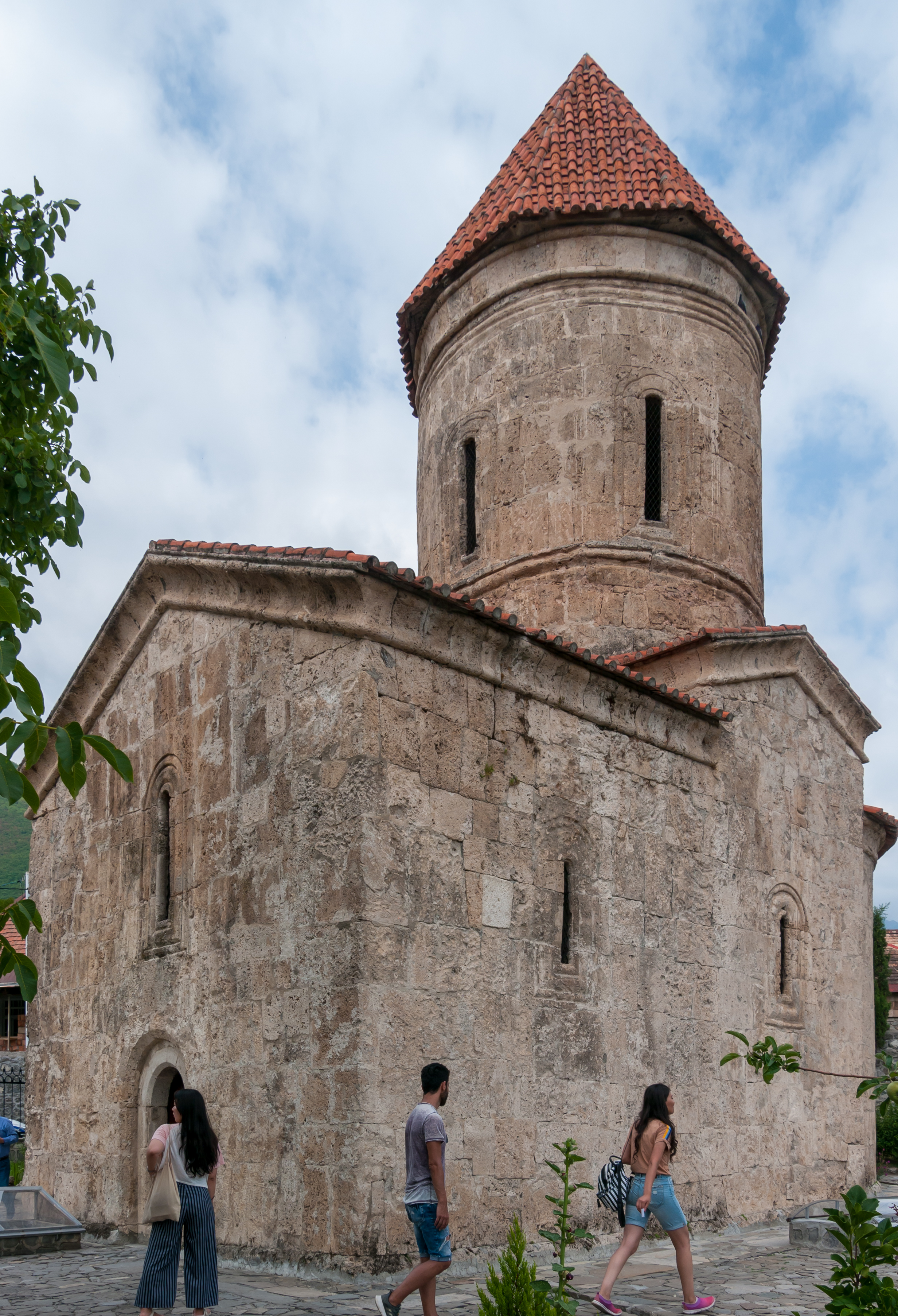
Albanische Kirche in Kiş

Ab dem 4. Jahrhundert verbreitete sich das Christentum von Armenien aus in Albania. Der armenische Bischof Gregor der Erleuchter soll auch den albanianischen König Urnayr getauft haben, die albanianische Kirche blieb in den folgenden Jahrhunderten eng mit der armenischen verbunden. Durch die Übernahme der byzantinischen Orthodoxie kam es zu einer Annäherung an Byzanz und einer Verschlechterung der Beziehung zum Sassanidenreich. Nach der Schlacht von Avarayr zwischen aufständischen Armeniern und den Persern 451 n. Chr., die die Sassaniden gewannen, flohen viele Adlige und Geistliche ins bergige Arzach. Dieses wurde ein Zentrum des Widerstandes gegen die Perser. Im Laufe des 5. Jahrhunderts entwickelte sich wie in den Nachbarländern Armenien und Iberien (Ostgeorgien) ein eigenes einheimisches Alphabet. Allerdings sind nur wenige Sprachdenkmäler der kaukasisch-albanischen Sprache erhalten; erst die Entzifferung von vor wenigen Jahren im Katharinenkloster auf dem Sinai entdeckten Palimpsesten gibt nun mehr Aufschluss.

### Untergang des Königtums – Arabische Eroberungen
Im Jahr 510 schafften die Sassaniden nach dem Tod von König Watschagan die einheimische Monarchie in Albania ab und setzten einen Marzban als Statthalter in der Hauptstadt Partaw ein. Im späteren 6. und früheren 7. Jh. wurde auch Albania Schauplatz der Kriege zwischen dem Sassanidenreich und dem Oströmischen, sowie Byzantinischen Reich. Als der byzantinische Kaiser Herakleios 624/625 in Albania operierte, setzte er mit Varaz-Grigor von Gardman aus dem Haus der Mihraniden einen Fürsten für Albania ein; gleichzeitig verwüsteten aber die chasarischen Verbündeten des Kaisers das Land schwer. Als ab 640 die Araber in das Kaukasusgebiet vordrangen, wurde die byzantinische Macht zurückgedrängt. Ab 662 erkannte auch der Mihranidenfürst Juansher die arabische Oberhoheit an. Die anfangs lockere arabische Herrschaft ermöglichte es aber den Byzantinern in den nächsten Jahrzehnten während Schwächeperioden des Kalifats nach Armenien und Albania vorzudringen und dabei unter den Adeligen Verbündete zu finden, so dass die Araber am Ende des 7. Jahrhunderts Armenien, Iberien und Albania zu einer Großprovinz Arminiya zusammenfassten und diese einem in den armenischen Quellen Wostikan genannten Statthalter unterstellten. Er verfügte auch über arabische Garnisonen und unterwarf die Länder dem islamischen Steuersystem. Er residierte zuerst in Dwin in Armenien, dann in Partaw in Albania. Dort hatte das Haus der Mihraniden weiter die Fürstenwürde inne, verlor aber mehr und mehr an Macht, besonders als der arabische Statthalter nach Partaw übersiedelte und später eine der Statthalterfamilien in Aserbaidschan und Teilen Albanias einen eigenständigen Staat etablierte. 822 starben die Mihraniden mit Varaz-Trdat aus, der Titel des Fürsten ging an das verschwägerte Haus von Siwnik über, doch de facto verschwand Albania als christliches Staatswesen im Laufe des 9. und 10. Jahrhunderts und wurde großteils islamisiert und turkisiert. Westliche Teile des Staates wurden von Heretien in der ersten Hälfte des 9. Jahrhunderts erobert.
Nur die auf Armenisch erhaltene „Geschichte Albanias“ von Mowses Kalankatwazi (4.–7. Jahrhundert), fortgesetzt von Mowses Daschuranzi (7.–10. Jahrhundert) gibt genauere Kunde der Geschichte Albanias. Als Nachfahren der christlichen Bewohner Albanias können kleine Minderheiten im heutigen Aserbaidschan wie die Udinen gelten. In den armenischen Königreichen Sjunik und Arzach sowie in der Folge im Fürstentum Chatschen beziehungsweise den Fünf armenischen Fürstentümern von Karabach nahm das Katholikat von Aghwank der Armenischen Apostolischen Kirche, dessen Sitz das Kloster Gandsassar in Chatschen wurde, die Nachfolge der Kirche von Albania auf.